# Dalophis
Dalophis is een geslacht van straalvinnige vissen uit de familie van de slangalen (Ophichthidae). Het geslacht werd voor het eerst wetenschappelijk beschreven in 1810 door Constantine Samuel Rafinesque.

## Soorten
- Dalophis boulengeri Blache, Cadenat & Stauch, 1970
- Dalophis cephalopeltis Bleeker, 1863
- Dalophis imberbis Delaroche, 1809
- Dalophis multidentatus Blache & Bauchot, 1972
- Dalophis obtusirostris Blache & Bauchot, 1972